# Bir Lahmar
Bir Lahmar (arabe : بئر الأحمر) est une ville du sud de la Tunisie située à quinze kilomètres au sud de Médenine et trente kilomètres au nord de Tataouine. Elle est entourée par les montagnes du Djebel Dahar à l'ouest et la plaine littorale de la Djeffara à l'est.
Rattachée au gouvernorat de Tataouine, elle constitue une municipalité comptant 7 955 habitants en 2014.
Comme son nom l'indique (« puits rouge » en arabe), la ville s'est développée autour d'une source d'eau, élément précieux dans une région désertique traditionnellement parcourue par les caravanes.